# 오후만세
이지희, 전철의 오후만세는 부산MBC 표준FM(부산 FM 95.9㎒, 기장 FM 106.5㎒, 양산 FM 97.7㎒)에서 매일 오후 3시 5분부터 오후 4시까지 방송하는 오락 전문 라디오 프로그램이다.

## 개요
2006년 11월 6일에 첫방송을 시작했으며, 원래는 2시간 방송이었으나, 2010년 11월 1일부터 1시간 방송으로 단축되었다.

## 역대 방송시간
| 방송 채널      | 방송 기간                          | 방송 시간                                              |
| -------------- | ---------------------------------- | ------------------------------------------------------ |
| 부산MBC 표준FM | 2006년 11월 6일 ~ 2010년 4월 25일  | 평일 오후 2:25 ~ 오후 4:00, 주말 오후 2:10 ~ 오후 4:00 |
| 부산MBC 표준FM | 2010년 4월 26일 ~ 2010년 10월 31일 | 평일 오후 2:20 ~ 오후 4:00, 주말 오후 2:10 ~ 오후 4:00 |
| 부산MBC 표준FM | 2010년 11월 1일 ~ 현재             | 매일 오후 3:05 ~ 오후 4:00                             |

## 역대 DJ
| 대수 | 진행자 | 진행자 | 진행 기간                         | 비고        |
| 대수 | 남성   | 여성   | 진행 기간                         | 비고        |
| ---- | ------ | ------ | --------------------------------- | ----------- |
| 1대  | 서정모 | 곽현경 | 일자미상 ~ 일자미상               |             |
| 2대  | 서정모 | 김다영 | 일자미상 ~ 일자미상               |             |
| 3대  | 유기경 | 김다영 | 일자미상 ~ 일자미상               |             |
| 4대  | 유기경 | 김진수 | 일자미상 ~ 2024년 7월 16일        |             |
| 5대  | 서정모 | 김진수 | 2024년 7월 17일 ~ 2025년 3월 16일 | [ 1 ] [ 2 ] |
| 6대  | 전철   | 이지희 | 일자미상 ~ 2024년 7월 16일        |             |

## 같이 보기
- 부산문화방송
- MBC 표준FM
- 박준형, 박영진의 2시만세

## 임시 DJ
1. ↑  서정모 아나운서의 휴가 또는 출장으로 인하여, 2024년 9월 2일, 2024년 11월 25일 ~ 11월 29일, 2024년 12월 9일 ~ 12월 11일, 2024년 12월 26일 ~ 12월 27일, 2025년 1월 6일 ~ 1월 8일, 2025년 1월 13일, 2025년 1월 20일, 2025년 2월 24일 ~ 2월 26일, 2025년 3월 4일 ~ 3월 6일 방송분은 김진수 리포터가 단독 진행했다.
2. ↑  김진수 리포터의 휴가 또는 출장으로 인하여, 2025년 1월 31일, 2025년 2월 3일 방송분은 서정모 아나운서가 단독 진행했다.